# Блазер (судно)
Блазер (нидерл. blazer от глагола «дуть» нидерл. blazen) — голландское рыболовное парусное судно второй половины XIX века — начала XX века.
Изначально парусное вооружение типичного блазера состояло из большого паруса, который поднимался на не подкреплённую штагами мачту. В дальнейшем начали строиться двухмачтовые блазеры длиной около 17 метров.